# 東京都立大泉北高等学校
東京都立大泉北高等学校（とうきょうとりつ おおいずみきたこうとうがっこう）は、かつて東京都練馬区大泉町にあった東京都立高等学校。大泉学園高校と合併し、現在大泉桜高校となっている。

## 概要
2004年3月まで存在した普通科の都立高校。現在は校舎をそのまま利用して、全日制単位制普通科高校の東京都立大泉桜高等学校になっている。また、学籍簿管理を始めとした事務は、東京都立大泉桜高等学校で行われている。

## 沿革
- 1977年（昭和52年）
  - 10月16日 - 東京都立光丘高等学校内に東京都立大泉北高等学校開設事務所を設置
  - 12月23日 - 東京都立学校設置条例により東京都立大泉北高等学校設立認可
- 1978年（昭和53年）
  - 1月26日 - 校旗制定（デザイン：野村登）
  - 3月17日 - 教育目標決定
  - 3月30日 - 校舎新築工事着工（練馬区北大泉町731-1）
  - 4月7日 - 東京都立光丘高等学校より東京都立清瀬東高等学校に移転
  - 4月10日 - 第一回入学式
- 1979年（昭和54年）
  - 1月5日 - 校舎落成移転：東京都立清瀬東高校より正式校舎（練馬区大泉町3-5-7）へ
  - 1月16日 - 本校に東京都立永福高等学校の開設事務所が東京都立光丘高等学校より移転
  - 4月12日 - 本校の仮校舎において東京都立永福高等学校の第一学期授業が開始
  - 6月8日 - プールおよび体育館が完成
  - 12月25日 - 学級増に伴う増築工事を着工
  - 12月26日 - 東京都立永福高等学校の新校舎完成に伴い東京都立永福高等学校が仮校舎から移転
- 1980年（昭和55年）
  - 6月16日 - 学級増に伴う増築工事完成
  - 11月1日 - 本校体育館で開校記念式典挙行、合わせて校歌発表（作詞：宮澤章二、作曲：廣瀬繊雄）
- 1987年（昭和62年）10月14日 - 練馬文化センターにて創立十周年記念式典挙行
- 1997年（平成9年）11月29日 - 創立二十周年記念式典挙行
- 2004年（平成16年）3月7日 - 最後の卒業式（第二十四回）および閉校式、お別れ会

## アクセス
- 西武池袋線大泉学園駅 徒歩25分
- 西武池袋線大泉学園駅から和光市駅南口ゆきバス「大泉町4丁目」停留所 徒歩3分

## 著名な出身者
- 藤尾領 (ミュージシャン)、元A-JARI
- 本多克典、元A-JARI
- つるの剛士（俳優）